# تپه دولاش نی
تپه دولاش نی مربوط به دوره اشکانیان است و در شهرستان مریوان، بخش مرکزی، روستای نی واقع شده و این اثر در تاریخ ۲۷ مرداد ۱۳۸۲ با شمارهٔ ثبت ۹۶۱۷ به‌عنوان یکی از آثار ملی ایران به ثبت رسیده است.